# Ferdinando (fumetto)
Ferd'nand, conosciuto in Italia come Ferdinando,  è il protagonista dell'omonima striscia a fumetti creata da Henning Dahl Mikkelsen. La striscia fu creata da Mikkelsen nel 1937 e lo stesso anno cominciò ad essere pubblicata in numerosi quotidiani danesi.
Satira della vita familiare borghese, caratteristica principale della striscia è l'essere completamente muta, il che ha favorito la diffusione internazionale e il successo del personaggio. A partire dal 1947 è stata distribuita negli Stati Uniti dalla United Feature Syndicate. Ha avuto diversi autori, tra cui Al Plastino, che ne ha firmato le tavole come "Al Mik".
In Italia è stato pubblicato su Il Giorno, Linus ed Eureka, e numerose storie sono state raccolte in due volumi antologici editi dalla Milano Libri e in uno edito dalla Biblioteca Universale Rizzoli.